# Sterling Seagrave
Sterling Seagrave é um jornalista estadunidense, autor de vários livros sobre aspectos clandestinos e não-oficiais da história política de países do Extremo Oriente no século XX.

## Obras
- Soong Dynasty. Sidg. & J, 1985. ISBN 978-0283992384
- The Marcos Dynasty. Harper Collins, 1988. ISBN 978-0060158156
- Dragon Lady: The Life and Legend of the Last Empress of China. Vintage Books, Nova York, 1992. ISBN 0-679-73369-8
- Lords of the Rim. Corgi Adult, 1996. ISBN 978-0552140522
- The Yamato Dynasty: The Secret History of Japan's Imperial Family. Broadway Books, 2000. ISBN 978-0767904964
- Gold Warriors: America's Secret Recovery of Yamashita's Gold (com Peggy Seagrave). Verso, 2005. ISBN 978-1859845424.